# طبقات الفقهاء
طبقات الفقهاء كتاب من القرن الخامس الهجري يتضمن ذكر أعلام الفقه، ومراحل تأسيس المدارس الفقهية في تاريخ الفقه الإسلامي منذ نشأتها في عصر الصحابة والتابعين وأعلام المذاهب الفقهية خلال عصر المتقدمين. مؤلفه: أبو إسحاق الشيرازي.

## عن الكتاب
يعد كتاب طبقات الفقهاء للشيرازي مرجعا مهما للكثير من المراجع التي تنقل عنه، وهو كتاب مختصر بالنسبة لما ألف بعده من الكتب في هذا المجال، اقتصر على ذكر المهمات المتعلقة بذكر أسماء الفقهاء حسب التسلسل الزمني، دون الإسهاب في ذكر التفاصيل، فلم يذكر تراجم الفقهاء بصورة مفصلة؛ لأن هناك كتب أخرى مخصصة لذلك، فتركز على ذكر المراحل التاريخية للفقهاء على اختلاف البلدان، وتقديم صورة دقيقة عن تطور الفقه من خلال رجاله على مر الزمن، وإعطاء معلومات عن فقهاء الصحابة والتابعين ومن بعدهم، مع الانتقاء الدقيق للمادة التي تصلح لكتابه، من غير الاستطراد والاستكثار من المعلومات، وكان مؤلفه حريص كل الحرص على أن يقول المعنى الكثير في اللفظ القليل، وأن يضمن كتابه ما لا يسع الفقيه جهلة ليعرف من هم الذين تعتبر أقوالهم في انعقاد الإجماع.

## مقدمة الكتاب
ذكر المؤلف في مقدمة كتابه أنه كتاب مختصر يتضمن:
- ذكر أسماء الفقهاء وأنسابهم.
- مبلغ أعمارهم.
- وقت وفاتهم
- ما دل على علمهم من ثناء الفضلاء عليهم.
- ذكر من أخذ عنهم العلم من أتباعهم وأصحابهم.
- ما لا يسع الفقيه جهله لحاجته إليه في معرفة من،[2] يعتبر قوله في انعقاد الإجماع ويعتد به في الخلاف.

## نص المقدمة
حسبي الله وكفى

الحمد لله حق حمده وصلواته على محمد، خير خلقه، وعلى آله وصحب وصحبه. هذا كتاب مختصر في ذكر الفقهاء وأنسابهم، ومبلغ أعمارهم ووقت وفاتهم، وما دل على علمهم من ثناء الفضلاء عليهم، وذكر من أخذ عنهم العلم من أتباعهم وأصحابهم، لا يسع الفقيه جهله لحاجته إليه في معرفة من، يعتبر قوله في انعقاد الإجماع ويعتد به في الخلاف. وبدأت بفقهاء الصحابة رضي الله عنهم، ثم من بعدهم من التابعين وتابعي التابعين رحمهم الله، ثم بفقهاء الأمصار، وإلى الله تعالى أرغب أن يوفقني للصواب، ويجزل لي في الأجر والثواب، إنه كريم وهاب.

## محتويات الكتاب
يحتوي الكتاب على: مقدمة الكتاب حيث بدء المؤلف كتابه بمقدمة تعريفية موجزة لمحتوى الكتاب، وأهم ما يذكر فيه من المعلومات التي اشتمل عليها. قال المؤلف: «وبدأت بفقهاء الصحابة رضي الله عنهم، ثم من بعدهم من التابعين وتابعي التابعين رحمهم الله، ثم بفقهاء الأمصار».

## ترتيب مضمون الكتاب
1. فقهاء الصحابة
  1. الطبقة الأولى: (كبار أعلام فقهاء الصحابة).
  2. الطبقة الثانية من كبار أعلام فقهاء الصحابة: (العبادلة).
  3. أعلام الصحابة الذين أخذ عنهم الفقه.
  4. أهل الفتوى والتحديث
  5. ممن نقل عنهم الفقهاء

وممن أخذ عنه الفقه من الصحابة
وممن نقل عنه الفقه
وفي الصحابة خلق كثير غير هؤلاء نقل عنهم الفقهاء
1. فقهاء التابعين بحسب الأمصار
  1. ذكر فقهاء التابعين بالمدينة
  2. ذكر فقهاء التابعين بمكة
  3. ذكر فقهاء التابعين باليمن
  4. ذكر فقهاء التابعين بالشام والجزيرة
  5. ذكر فقهاء التابعين بمصر
  6. ذكر فقهاء التابعين بالكوفة
  7. ذكر فقهاء التابعين بالبصرة
2. فقهاء بغداد
3. فقهاء خراسان

1. فقهاء المذاهب الخمسة الشافعية، الحنفية، المالكية، الحنابلة، الظاهرية
  1. فقهاء الشافعية
  2. فقهاء الحنفية
  3. فقهاء المالكية
  4. فقهاء الحنابلة
  5. فقهاء الظاهرية